# Kilroy (téléfilm, 1965)
Pour les articles homonymes, voir Kilroy.
Pour plus de détails, voir Fiche technique et Distribution.
Kilroy est un téléfilm réalisé par Robert Butler, produit par Walt Disney Productions et diffusé en quatre épisodes à la télévision en 1965 dans l'émission Walt Disney's Wonderful World of Color.

## Synopsis
Après son départ du corps des Marines, Oscar Kilroy né à Boston s'installe dans une petite ville à la recharge d'une vie tranquille. Mais il est embarqué dans une bataille pour la sauvegarde du mémorial local pour les vétérans. Par la suite il s'occupe des chiens errants et construits un chenil pour leurs éviter l'euthanasie.

## Fiche technique
- Titre original : Kilroy
- Réalisateur : Robert Butler assisté de Joseph McEveety
- Scénario : John Whedon d'après Betty Fernandez
- Directeur artistique : Carroll Clark, Marvin Aubrey Davis
- Image : Edward Colman
- Montage : Cotton Warburton
- Décors : Emile Kuri, Hal Gausman
- Musique : Buddy Baker
- Technicien du son : Robert O. Cook
- Coiffure : La Rue Matheron
- Maquillage : Pat McNalley
- Coordinateur de programme : Jack Bruner
- Producteur : Ron Miller (coproducteur)
- Société de production : Walt Disney Productions

Sauf mention contraire, les informations proviennent des sources suivantes : John West et IMDb

## Distribution
- Warren Berlinger : Oscar Kilroy
- Celeste Holm : Mrs. Fuller
- Allyn Joslyn : Mr. Fuller
- Philip Abbott : Ed Barrett
- Robert Emhardt : The Mayor
- Bryan Russell : Billy Fuller
- Mike Barton : Whitey
- Arthur Hunnicutt : Seth Turner
- Marcus James : Pete
- Dennis Rush : Freckles
- Joie Russo : Porky
- Cheryl Miller : Gladys Fuller
- Tom Lowell : Harvey
- Vaughn Taylor : bank president
- Don Beddoe : Commissioner
- Chick Chandler : Ben Feeney
- Philip Coolidge : Frank
- Jess Kirkpatrick : Policeman
- Alvy Moore : Hal Dooley
- Elisabeth Fraser : dog buyer
- Maudie Prickett : land lady
- Jack Oakie : Joe Kelsey
- Joan Blondell : Rose Kelsey

Source : Dave Smith, John West et IMDb

## Origine et production
Le film a été diffusé à la télévision dans l'émission Walt Disney Presents sur ABC en quatre épisodes les 14, 21, 28 mars et 4 avril 1965,.. 

## Analyse
Les débuts de la série sont prometteurs avec un vétéran de la Guerre du Viêt Nam mais il semble pour John West que personne n'a réussi à capitaliser sur les possibilités de l'idée originale et le résultat est une mini-série embarrassante.